# 유하 살로넨
유하 헤이키 살로넨(핀란드어: Juha Heikki Salonen, 1961년 10월 15일~)은 핀란드의 유도 선수이다. 세계 선수권 대회에서 동메달 1개를 획득했다.